# Czarownice z Pendle

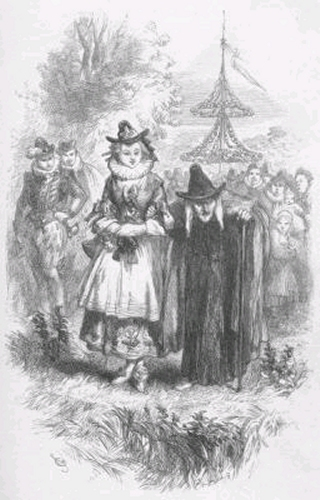
Dwie z kobiet oskarżonych o bycie czarownicami, Anna Whittle (Chattox) oraz jej córka, Anna Redferne. Ilustracja John Gilbert z The Lancashire Witches, wydanie z roku 1854

Procesy czarownic w Pendle z 1612 roku – jedne z najsłynniejszych procesów czarownic w historii Anglii i jedne z najlepiej udokumentowanych w XVII wieku. Dwunastu oskarżonych mieszkało w okolicy Pendle Hill w Lancashire. Zostali oskarżeni o zabójstwo dziesięciu osób przy użyciu czarów. Wszyscy z wyjątkiem dwóch były sądzone przez sąd przysięgłych, tzw. Assizes w Lancaster w dniach 18-19 sierpnia 1612, wraz z czarownicami z Samlesbury i innymi, w serii procesów. Przed sądem stanęło jedenaście osób, ponieważ jeden z oskarżonych zmarł w więzieniu. Wśród jedenastki było dziewięć kobiet oraz dwóch mężczyzn. Jedna osoba została uniewinniona.